# 1993 en jeu
Chronologie du jeu
- 1989
- 1990
- 1991
- 1992
- 1993
- 1994
- 1995
- 1996
- 1997

Cet article présente les faits marquants de l'année 1993 concernant le jeu.

## Évènements

### Compétitions
- 28 février : le Français Clément Merville remporte le VIIIe Championnat de France (1992) de Diplomatie à Paris devant son compatriote Thierry Seguin et le Franco-Portugais António Ribeiro da Silva[1].
- Octobre : à Londres, le Russe Garry Kasparov remporte le premier championnat du monde « classique » des échecs face au Britannique Nigel Short.
- 7 novembre : l’Américain David Shaman remporte le XVIIe championnat du monde d’Othello à Londres.
- 1er décembre : à Djakarta, le Russe Anatoli Karpov remporte le premier championnat du monde dit « FIDE » des échecs face au Néerlandais Jan Timman.
- 12 décembre : le Français Emmanuel Lorge remporte le IXe Championnat de France (1993) de Diplomatie devant ses compatriotes François Doucet et Xavier Blanchot[1].

## Sorties
- Earthdawn, FASA Corporation
- Rêve de Dragon 2e édition, Denis Gerfaud, Multisim